# Amy Purdy
Amelia "Amy" Purdy (Las Vegas, Nevada, 7 de noviembre de 1979) es una actriz, modelo, snowboarder de clase mundial y medallista de bronce paralímpica de 2014 estadounidense, además de ser cofundadora de Adaptive Action Sports, oradora motivacional, diseñadora de modas y autora.

## Vida y carrera
A los 19 años, Purdy contrajo neisseria meningitidis, una forma de meningitis bacteriana. La enfermedad afectó su sistema circulatorio cuando la infección provocó un choque séptico; ambas piernas tuvieron que ser amputadas por debajo de la rodilla, perdió ambos riñones y su bazo tuvo que ser removido. La sepsis es cuando una infección causa una respuesta inflamatoria,  que conduce a la falla orgánica o shock clínico, y es una causa común de muerte. En el caso de Purdy, ella entró en shock séptico en menos de 24 horas de enfermarse. Los médicos le dieron a Purdy sólo un 2% de posibilidades de sobrevivir ya que su sepsis estaba muy avanzada. Dos años más tarde, recibió un trasplante de riñón de su padre.
Purdy comenzó a practicar snowboard siete meses después de recibir sus piernas protésicas. Un año después de que sus piernas fueron amputadas, terminó tercera en una competición de snowboard en la Mammoth Mountain. Posteriormente, recibió una donación de la Fundación de Atletas Desafiados (CAF), una organización sin fines de lucro. A través de esta subvención, ella fue capaz de competir en varias competiciones de snowboard en los Estados Unidos.
En 2003, Purdy fue contratada por la CAF como portavoz, y se trasladó a San Diego para estar más cerca de la sede de la CAF. En San Diego, continuó su profesión de pre-amputada como terapeuta de masajes. Ella también se involucró en la industria del modelaje y la actuación. En febrero de 2003, interpretó a una modelo en un videoclip de Madonna. Más tarde en 2003, Purdy comenzó a trabajar para Freedom Innovations, un fabricante de pies protésicos, como su «Amputee Advocate».
Ella ha cofundado su propia organización sin fines de lucro, Adaptive Action Sports, una sección de Disabled Sports USA para personas con discapacidades físicas que desean participar en deportes de acción (snowboard, skateboarding, surf) o en arte y música.
En 2005, Purdy hizo su debut en la película What's Bugging Seth, una película de Eli Steele.
En 2014, fue nombrada una de las Impact 25 de ESPNW.

## Conversación en TEDx
En mayo de 2011, Purdy habló en un evento TEDx en la Costa Naranja, California.
Su charla titulada Living Beyond Limits (Vivir más allá de los límites) fue memorable por los momentos de risa de la audiencia, y por citas inspiradoras, incluyendo:

Si tu vida fuera un libro y tú fueras el autor, ¿cómo querrías que fuese tu historia?

Nuestras fronteras y nuestros obstáculos sólo pueden hacer dos cosas. Detenernos en nuestros caminos o forzarnos a ser creativos.

Las fronteras son donde lo real termina, pero también donde la imaginación y la historia comienza.

En vez de mirar nuestros desafíos y limitaciones como algo negativo o malo, podemos comenzar a mirarlos como bendiciones, regalos magníficos que pueden ser utilizados para encender nuestra imaginación y ayudarnos a ir más lejos de lo que nunca supimos que podríamos ir.

## Apariciones en televisión
En 2012, Purdy y su entonces pareja Daniel Gale participaron en la temporada 21 de  The Amazing Race. Ellos fueron el segundo equipo eliminado y terminaron en el décimo puesto de 11 equipos.
El 5 de febrero de 2014, Purdy estaba en una especial televisivo de una hora de la NBC titulada How to Raise an Olympian. El programa, organizado por Meredith Vieira, , hizo una crónica de los viajes de siete atletas olímpicos de los Estados Unidos e incluyó entrevistas con padres y entrenadores junto con vídeos caseros y fotos de la infancia de cada atleta. Purdy ganó la medalla de bronce en Snowboard Cross en los Juegos Paralímpicos de Sochi 2014.
El 9 de junio de 2014, Purdy apareció en The Price Is Right de CBS como una modelo invitada.
En 2015, Purdy apareció en un anuncio del Super Bowl para el Toyota Camry. El anuncio ofrece Purdy realizando snowboard, bailando y ajustando sus piernas protésicas con una voz en off de Muhammad Ali en un discurso de «How Great I Am». Los exámenes cuestionaron la eficacia del anuncio; «es realmente un anuncio sobre lo increíble que es Amy Purdy versus lo sorprendente que es el nuevo Camry», dijo la profesional de publicidad Megan Hartman.
El 22 de febrero de 2015, Purdy condujo el coche de velocidad de Toyota Camry en el 57.º funcionamiento del Daytona 500.
Purdy fue un juez celebridad en el concurso Miss America 2016 el 13 de septiembre de 2015.

## Libro
El 30 de diciembre de 2014, Purdy publicó una memoria titulada «On My Own Two Feet: From Losing My Legs To Learning The Dance Of Life», publicado por HarperCollins.

## Éxito comercial
Purdy es considerado uno de los más exitosos atletas de Atletismo Paralímpico/adaptativo del mundo. Purdy tiene asociaciones de marketing/acuerdos de respaldo con Toyota, Pfizer, The Hartford, Element, Freedom Innovations y ha tenido relaciones anteriores con Kellogg's y Coca-Cola. Purdy está representada por la firma con sede en Chicago, Chicago Sports & Entertainment Partners.

## Baile

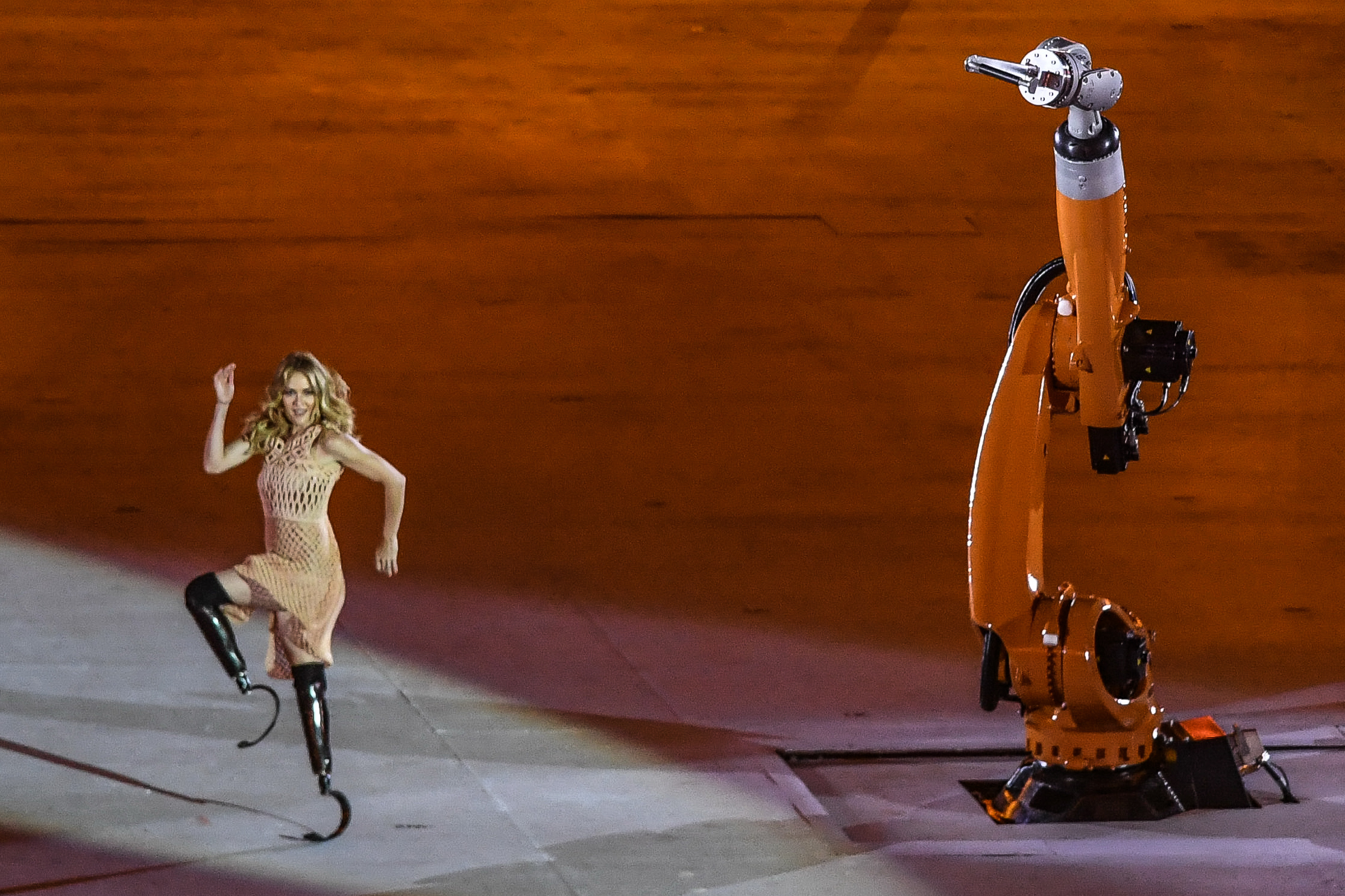
Amy Purdy bailando con un brazo robótico en la ceremonia de inauguración de los Juegos Paralímpicos de Verano 2016

Purdy fue una concursante en la temporada 18 de Dancing with the Stars. Emparejada junto con el cinco veces campeón Derek Hough,  Purdy fue la primera contendiente doblemente amputada que apareció en el programa. Hough estaba, en ese momento, recién ganando su quinto trofeo Mirrorball y no planeó regresar al programa. Sin embargo, cambió de idea cuando Purdy se unió al espectáculo como concursante.
Durante el show, Purdy fue elogiada en repetidas ocasiones por sus habilidades de aprendizaje rápido, inmensa habilidad de baile natural, increíble resistencia y pasión y por ser una modelo a seguir. A pesar de no tener piernas, nunca recibió ninguna calificación inferior a 8. Recibió su primera puntuación perfecta (40 de 40) para su octavo baile, el tango argentino, a pesar de bailarlo después de haber tenido una intensa lesión en la espalda la semana anterior. Purdy pasó a recibir dos puntuaciones perfectas más tarde, aunque también se acercó a una puntuación perfecta en cuatro otros bailes, donde recibió puntuaciones casi perfectas (29 de 30 o 39 de 40).
Purdy fue consistentemente considerada salvada para avanzar a la semana siguiente, y lo hizo todo el camino hasta la final con la bailarina olímpica de patinaje sobre hielo Meryl Davis y la actriz Candace Cameron Bure. Purdy terminó en segundo puesto detrás Davis, mientras que Cameron Bure quedó en el tercer puesto. En su aparición en el programa, Purdy rompió varios récords: ella fue la primera doble amputada participante en el programa y se unió a la lista de los pocos concursantes en nunca recibir ninguna puntuación inferior a un 8 de los jueces. Su promedio de rendimiento de 27.9 sobre 30 está entre los diez primeros de los más altos de la historia del programa (con el promedio de Davis de 28.4 siendo el más alto de todos).
| Semana | Baile / Canción                                  | Puntajes de los jueces | Puntajes de los jueces | Puntajes de los jueces | Puntajes de los jueces | Resultado       |
| Semana | Baile / Canción                                  | C.I                    | L.G.                   | Inv.1                  | B.T.                   | Resultado       |
| --- | ------------------------------------------------ | ---------------------- | ---------------------- | ---------------------- | ---------------------- | --------------- |
| 1 | Chachachá / «Counting Stars»                     | 8                      | 8                      | —                      | 8                      | Sin eliminación |
| 2 | Swing / «Swing Set»                              | 8                      | 8                      | —                      | 8                      | Salvados        |
| 3 | Contemporáneo / «Human»                          | 9                      | 9                      | 9                      | 9                      | Salvados        |
| 42 | Salsa / «Brand New»                              | 9                      | 8                      | 8                      | 9                      | Sin eliminación |
| 5 | Vals / «So This Is Love»                         | 9                      | 9                      | 10                     | 9                      | Salvados        |
| 6 | Jive / «Shout»                                   | 9                      | 9                      | 10                     | 10                     | Salvados        |
| 7 | Rumba / «Light My Fire»                          | 9                      | 9                      | 9                      | 9                      | Salvados        |
| 7 | Equipo Freestyle / «Livin' la Vida Loca»         | 10                     | 9                      | 10                     | 10                     | Salvados        |
| 8 | Tango argentino / «Heart Upon My Sleeve»         | 10                     | 10                     | 10                     | 10                     | Salvados        |
| 8 | Jive en equipo / «Ain't Nothing Wrong with That» | 9                      | 10                     | 10                     | 10                     | Salvados        |
| 9 (Semifinal) | Quickstep / «You Can't Hurry Love»               | 10                     | 9                      | 10                     | 10                     | Salvados        |
| 9 (Semifinal) | Jazz / «Too Darn Hot»                            | 9                      | 10                     | 10                     | 10                     | Salvados        |
| 10 (Final) | Salsa / «Ran Kan Kan»                            | 10                     | 10                     | —                      | 10                     | Salvados        |
| 10 (Final) | Freestyle / «Dare You»                           | 10                     | 9                      | —                      | 10                     | Salvados        |
| 10 (Final) | Tango argentino & Chachachá fusion / «Rather Be» | 10                     | 10                     | —                      | 10                     | Segundo puesto  |
| 1En orden: Robin Roberts, Julianne Hough, Donny Osmond, Redfoo, Ricky Martin, Abby Lee Miller y Kenny Ortega. 2Por los «cambios de pareja», Purdy bailó con Mark Ballas y Hough con NeNe Leakes. |                                                  |                        |                        |                        |                        |                 |

En la ceremonia de inauguración de los Juegos Paralímpicos de verano de 2016, Purdy hizo una aparición realizando una rutina de baile con lo que se promovió como una «pareja sorpresa»: un brazo robótico de KUKA.